# سكوت ريجز
راسل سكوت ريجز (من مواليد 1 يناير 1971) والمعروف باسم سكوت ريجز ، سائق سباق سيارات محترف أمريكي. شارك آخر مرة في الرقم 92 لصالح فريق شركة ريكي بنتون راسينغ في سباق ناسكار سلسلة التخييم العالمية للشاحنات.